# Deuxième circonscription de Paris de 1988 à 2012
Pour les articles homonymes, voir Deuxième circonscription de Paris de 1958 à 1986 et Deuxième circonscription de Paris depuis 2012.
La deuxième circonscription de Paris est l'une des 21 circonscriptions électorales françaises que compte le département de Paris (75) situé en région Île-de-France de 1986 à 2010. D'après les chiffres de l'Institut National de la Statistique et des Études Économiques (INSEE) de 1999, la population de cette circonscription est estimée à 85 601 habitants.

## Délimitation de la circonscription
Entre 1988, année des premières élections après le rétablissement du scrutin uninominal majoritaire par circonscription, et le redécoupage des circonscriptions réalisé en 2010, la circonscription recouvre la totalité du 5e arrondissement ainsi que la partie sud du 6e arrondissement (quartier Notre-Dame-des-Champs et une partie du quartier de l'Odéon située au sud d'une ligne définie par l'axe des voies rue de Vaugirard et rue de Médicis).
Cette délimitation s'applique donc aux IXe, Xe, XIe, XIIe et XIIIe législatures de la Cinquième République française.
Cette deuxième circonscription de Paris correspond à l'adjonction de la troisième circonscription et d'une partie de la quatrième circonscription de la période 1958-1986 : la troisième recouvrait l'intégralité du 5e arrondissement et la quatrième, l'intégralité du 6e. La partie nord du 6e arrondissement fut intégrée au côté du 7e arrondissement de Paris dans la nouvelle troisième circonscription de Paris.

## Députés

### Élection au scrutin proportionnel en 1986
En 1985, le président de la République François Mitterrand changea le mode de scrutin des députés en rétablissant le scrutin proportionnel. Le nombre de députés du département de Paris fut ramené de 31 à 21.
| Législature | Début de mandat | Fin de mandat | Député élu  |  | Parti politique | Observations                                                       |
| ----------- | --------------- | ------------- | ----------- |  | --------------- | ------------------------------------------------------------------ |
| VIIIe       | 2 avril 1986    | 14 mai 1988   | Jean Tiberi |  | RPR             | mandat écourté à la suite d'une dissolution de François Mitterrand |

### Élections depuis 1988
Après les élections du 16 mars 1986, le nouveau premier ministre Jacques Chirac rétablissait le scrutin majoritaire à deux tours. Le nombre de députés était maintenu à 21 et les circonscriptions électorales antérieures étaient donc ramenées de 31 à 21. L'ancienne troisième circonscription (le 5e arrondissement de Paris) fut rattachée à la partie sud de l'ancienne quatrième circonscription (le 6e arrondissement de Paris) pour former la nouvelle deuxième circonscription. 
| Législature | Début de mandat | Fin de mandat  | Député élu  |  | Parti politique | Observations                                                  |
| ----------- | --------------- | -------------- | ----------- |  | --------------- | ------------------------------------------------------------- |
| IXe         | 23 juin 1988    | 1er avril 1993 | Jean Tiberi |  | RPR             |                                                               |
| Xe          | 2 avril 1993    | 21 avril 1997  | Jean Tiberi |  | RPR             | mandat écourté à la suite d'une dissolution de Jacques Chirac |
| XIe         | 12 juin 1997    | 18 juin 2002   | Jean Tiberi |  | RPR             |                                                               |
| XIIe        | 19 juin 2002    | 25 juin 2007   | Jean Tiberi |  | UMP             |                                                               |
| XIIIe       | 26 juin 2007    | 19 juin 2012   | Jean Tiberi |  | UMP             |                                                               |

## Historique des résultats

### Élections législatives de 1988
|                                  | Jean Tiberi sortant réélu       | RPR (URC)            | 22 042 | 53,52 |  |  |
|                                  | Élisabeth Gateau                | PS                   | 12 541 | 30,45 |  |  |
|                                  | Jean-Michel Rudent              | FN                   | 2 383  | 5,79  |  |  |
|                                  | Claude Reichman                 | diss. RPR            | 1 464  | 3,55  |  |  |
|                                  | Anna Fontes                     | PCF                  | 1 383  | 3,36  |  |  |
|                                  | André Dupont, dit Aguigui Mouna | Divers               | 1 261  | 3,42  |  |  |
|                                  | Christiane Gabalda              | Extrême droite (POE) | 81     | 0,20  |  |  |
|                                  |                                 |                      |        |       |  |  |
| Inscrits                         | Inscrits                        | Inscrits             | 64 453 | 100,0 |  |  |
| Abstentions                      | Abstentions                     | Abstentions          | 22 992 | 35,67 |  |  |
| Votants                          | Votants                         | Votants              | 41 461 | 64,33 |  |  |
| Blancs et nuls                   | Blancs et nuls                  | Blancs et nuls       | 276    | 0,67  |  |  |
| Exprimés                         | Exprimés                        | Exprimés             | 41 185 | 99,33 |  |  |
| Source : Le Monde du 7 juin 1988 |                                 |                      |        |       |  |  |

La suppléante de Jean Tiberi était Monique Tisné.

### Élections législatives de 1993
|                                          | Jean Tiberi sortant réélu       | RPR (UPF)                  | 21 342 | 53,66  |  |  |  |
|                                          | Philippe Chauvet                | PS (ADFP)                  | 6 882  | 17,30  |  |  |  |
|                                          | Muriel Labrousse                | GÉ (EÉ)                    | 3 602  | 9,05   |  |  |  |
|                                          | Cyril Lacheret                  | FN                         | 2 571  | 6,46   |  |  |  |
|                                          | Jean-François Tournadre         | PCF                        | 1 489  | 3,74   |  |  |  |
|                                          | Emmanuel Espanol                | Divers gauche (MDC)        | 731    | 1,83   |  |  |  |
|                                          | André Dupont, dit Aguigui Mouna | Divers                     | 722    | 1,81   |  |  |  |
|                                          | Jean-Pierre Dalmas              | Extrême gauche (LO)        | 643    | 1,61   |  |  |  |
|                                          | Bernard Talles                  | Divers écologiste (LT-LNÉ) | 357    | 0,89   |  |  |  |
|                                          | Christophe Lemaître             | Extrême droite (RDRP)      | 357    | 0,89   |  |  |  |
|                                          | Guy Mariaud                     | Divers droite (MDR)        | 286    | 0,71   |  |  |  |
|                                          | Christian Sarrot                | Divers                     | 270    | 0,67   |  |  |  |
|                                          | Xavier Luccioni                 | UÉD                        | 155    | 0,38   |  |  |  |
|                                          | Roland Sabatier                 | Divers                     | 148    | 0,37   |  |  |  |
|                                          | Jacques Cheminade               | Divers                     | 130    | 0,32   |  |  |  |
|                                          | Alain Guillou                   | Divers                     | 78     | 0,19   |  |  |  |
|                                          | Laurent Gurgui                  | Divers (PLN)               | 28     | 0,07   |  |  |  |
|                                          |                                 |                            |        |        |  |  |  |
| Inscrits                                 | Inscrits                        | Inscrits                   | 57 746 | 100,00 |  |  |  |
| Abstentions                              | Abstentions                     | Abstentions                | 16 818 | 29,12  |  |  |  |
| Votants                                  | Votants                         | Votants                    | 40 928 | 70,88  |  |  |  |
| Blancs et nuls                           | Blancs et nuls                  | Blancs et nuls             | 1 159  | 2,83   |  |  |  |
| Exprimés                                 | Exprimés                        | Exprimés                   | 39 769 | 97,17  |  |  |  |
| Source : Le Monde du 23 juin 1993, p. 10 |                                 |                            |        |        |  |  |  |

Le suppléant de Jean Tiberi était Jean-Charles Bardon, cadre, Conseiller de Paris.

### Élections législatives de 1997
| Candidat                     | Candidat                      | Parti                   | Premier tour | Premier tour | Second tour | Second tour |
| Candidat                     | Candidat                      | Parti                   | Voix         | %            | Voix        | %           |
| ---------------------------- | ----------------------------- | ----------------------- | ------------ | ------------ | ----------- | ----------- |
|                              | Jean Tiberi sortant réélu     | RPR                     | 12 326       | 33,46        | 20 675      | 53,53       |
|                              | Lyne Cohen-Solal              | PS                      | 10 293       | 27,94        | 17 950      | 46,47       |
|                              | Jacques Mary                  | FN                      | 2 629        | 7,14         |             |             |
|                              | Yves Frémion                  | Les Verts               | 1 811        | 4,92         |             |             |
|                              | Jean-Jacques Walter           | Divers                  | 1 684        | 4,57         |             |             |
|                              | Martine Farner                | PCF                     | 1 351        | 3,67         |             |             |
|                              | Frédérique Pierre             | LDI (MPF)               | 1 261        | 3,42         |             |             |
|                              | Corinne Barrière              | Divers gauche           | 898          | 2,44         |             |             |
|                              | Jean-Pierre Dalmas            | Extrême gauche (LO)     | 697          | 1,89         |             |             |
|                              | Marie-Françoise Bechtel       | Divers gauche (MDC)     | 604          | 1,64         |             |             |
|                              | Frédéric Budzyk               | Divers écologiste (MÉI) | 216          | 0,59         |             |             |
|                              | Pierre Jolivet                | Divers écologiste       | 707          | 1,92         |             |             |
|                              | Édouard Bonhomme              | Divers                  | 369          | 1,00         |             |             |
|                              | Pierre-François Divier        | Divers                  | 319          | 0,87         |             |             |
|                              | Jérôme Ballarin               | US4J                    | 316          | 0,86         |             |             |
|                              | Jean-Jacques Boislaroussie    | Extrême gauche (SÉGA)   | 307          | 0,83         |             |             |
|                              | Anne Carpentier               | Divers                  | 299          | 0,81         |             |             |
|                              | Herbert Axelrad               | Divers droite (MDR)     | 165          | 0,45         |             |             |
|                              | Michel Tsorbazoglou           | Divers                  | 124          | 0,34         |             |             |
|                              | Bernard Raquin                | Divers écologiste (GÉ)  | 120          | 0,33         |             |             |
|                              | Françoise Champetier de Ribes | Divers droite           | 95           | 0,26         |             |             |
|                              | Sylviane Buchner              | IR                      | 70           | 0,19         |             |             |
|                              | Maurice Migeon                | Divers                  | 60           | 0,16         |             |             |
|                              | Romain Cazaumayou             | Divers                  | 47           | 0,13         |             |             |
|                              | Laurent Gurgui                | Divers                  | 33           | 0,09         |             |             |
|                              | Alexandre Fur                 | Divers                  | 14           | 0,04         |             |             |
|                              | Benoît Brasilier              | Divers                  | 13           | 0,04         |             |             |
|                              | Ghislaine Deschamps           | Divers                  | 5            | 0,01         |             |             |
|                              | Christian Lançon              | Divers                  | 1            | 0,00         |             |             |
|                              |                               |                         |              |              |             |             |
| Inscrits                     | Inscrits                      | Inscrits                | 57 871       | 100,0        | 57 860      | 100,0       |
| Abstentions                  | Abstentions                   | Abstentions             | 19 866       | 34,33        | 17 201      | 29,73       |
| Votants                      | Votants                       | Votants                 | 38 005       | 65,67        | 40 659      | 70,27       |
| Blancs et nuls               | Blancs et nuls                | Blancs et nuls          | 1 171        | 3,08         | 2 034       | 5,00        |
| Exprimés                     | Exprimés                      | Exprimés                | 36 834       | 96,92        | 38 625      | 95,00       |
| Source : Assemblée nationale |                               |                         |              |              |             |             |

Le suppléant de Jean Tiberi était Jean-Charles Bardon, cadre, Conseiller de Paris, maire du 5ème arrondissement.

### Élections législatives de 2002
Les élections législatives françaises de 2002 ont eu lieu les dimanches 9 et 16 juin 2002.
| Candidat                     | Candidat                  | Parti                     | Premier tour | Premier tour | Second tour | Second tour |
| Candidat                     | Candidat                  | Parti                     | Voix         | %            | Voix        | %           |
| ---------------------------- | ------------------------- | ------------------------- | ------------ | ------------ | ----------- | ----------- |
|                              | Jean Tiberi sortant réélu | UMP                       | 16 109       | 42,87        | 18 623      | 55,50       |
|                              | Lyne Cohen-Solal          | PS                        | 10 908       | 29,03        | 14 933      | 44,50       |
|                              | Aurélie Filippetti        | Les Verts                 | 2 462        | 6,55         |             |             |
|                              | Anne-Sophie Godfroy-Genin | Divers droite             | 2 366        | 6,30         |             |             |
|                              | Isabelle Bardy            | FN                        | 1 517        | 4,04         |             |             |
|                              | Pierre Dubreuil           | Pôle républicain          | 748          | 1,99         |             |             |
|                              | Jean-François Durantin    | Divers droite             | 740          | 1,97         |             |             |
|                              | Aymeric Alexandre Stern   | Divers (ÉD)               | 562          | 1,50         |             |             |
|                              | Michel Bernard            | PCF                       | 519          | 1,38         |             |             |
|                              | Maud Gelly                | LCR                       | 379          | 1,01         |             |             |
|                              | Zouheir Ali               | Divers gauche             | 264          | 0,70         |             |             |
|                              | Michèle Idels             | Divers écologiste (Cap21) | 226          | 0,60         |             |             |
|                              | Marie-Paule Dupuy         | Extrême gauche            | 140          | 0,37         |             |             |
|                              | Carol Bigot               | MNR                       | 139          | 0,37         |             |             |
|                              | Corinne Barrière          | Divers droite             | 122          | 0,32         |             |             |
|                              | Jean-Pierre Dalmas        | LO                        | 101          | 0,27         |             |             |
|                              | Fabrice Tayot             | Divers gauche (ND)        | 82           | 0,22         |             |             |
|                              | Jean-Pierre Fitoussi      | Extrême gauche (PT)       | 70           | 0,19         |             |             |
|                              | Raymond Pictet            | Divers écologiste (GÉ)    | 42           | 0,11         |             |             |
|                              | Philippe de la Harpe      | CPNT                      | 39           | 0,10         |             |             |
|                              | Philippe Schwartz         | Divers gauche (IR)        | 36           | 0,10         |             |             |
|                              | Charles Le Bouil          | Divers                    | 7            | 0,02         |             |             |
|                              |                           |                           |              |              |             |             |
| Inscrits                     | Inscrits                  | Inscrits                  | 50 573       | 100,0        | 50 567      | 100,0       |
| Abstentions                  | Abstentions               | Abstentions               | 12 666       | 25,04        | 15 710      | 31,07       |
| Votants                      | Votants                   | Votants                   | 37 907       | 74,96        | 34 857      | 68,93       |
| Blancs et nuls               | Blancs et nuls            | Blancs et nuls            | 329          | 0,87         | 1 301       | 3,73        |
| Exprimés                     | Exprimés                  | Exprimés                  | 37 578       | 99,13        | 33 556      | 96,27       |
| Source : Assemblée nationale |                           |                           |              |              |             |             |

Le suppléant de Jean Tiberi était Jean-Charles Bardon.

### Élections législatives de 2007
| Candidat                          | Candidat                     | Parti                  | Premier tour | Premier tour | Second tour | Second tour |
| Candidat                          | Candidat                     | Parti                  | Voix         | %            | Voix        | %           |
| --------------------------------- | ---------------------------- | ---------------------- | ------------ | ------------ | ----------- | ----------- |
|                                   | Jean Tiberi sortant réélu    | UMP                    | 15 585       | 43,30        | 16 880      | 52,66       |
|                                   | Lyne Cohen-Solal             | PS                     | 9 971        | 27,70        | 15 173      | 47,34       |
|                                   | Christian Saint-Étienne      | UDF–MoDem              | 5 816        | 16,16        |             |             |
|                                   | Laurent Audoin               | Les Verts              | 1 323        | 3,68         |             |             |
|                                   | Marine Roussillon            | PCF                    | 770          | 2,14         |             |             |
|                                   | Jean-Pierre Pages-Schweitzer | FN                     | 676          | 1,88         |             |             |
|                                   | Antoine Pelletier            | Extrême gauche (LCR)   | 509          | 1,41         |             |             |
|                                   | Françoise Castany            | Divers écologiste (GÉ) | 428          | 1,19         |             |             |
|                                   | Jean-Jacques Boilaroussie    | Extrême gauche (GA)    | 249          | 0,69         |             |             |
|                                   | Daniel Tourre                | Libéral                | 223          | 0,62         |             |             |
|                                   | Évelyne Dassas               | Divers (LFA)           | 167          | 0,46         |             |             |
|                                   | Roger Danger                 | Extrême droite (MNR)   | 136          | 0,38         |             |             |
|                                   | Jean-Pierre Dalmas           | Extrême gauche (LO)    | 87           | 0,24         |             |             |
|                                   | Vincent Vautier              | Extrême gauche (PT)    | 54           | 0,15         |             |             |
|                                   | Thierry Lachambre            | Divers                 | 0            | 0,00         |             |             |
|                                   |                              |                        |              |              |             |             |
| Inscrits                          | Inscrits                     | Inscrits               | 53 592       | 100,00       | 53 581      | 100,00      |
| Abstentions                       | Abstentions                  | Abstentions            | 17 238       | 32,17        | 20 172      | 37,65       |
| Votants                           | Votants                      | Votants                | 36 354       | 67,83        | 33 409      | 62,35       |
| Blancs et nuls                    | Blancs et nuls               | Blancs et nuls         | 360          | 0,99         | 1 356       | 4,06        |
| Exprimés                          | Exprimés                     | Exprimés               | 35 994       | 99,01        | 32 053      | 95,94       |
| Source : Ministère de l'Intérieur |                              |                        |              |              |             |             |

## Évolution de la circonscription
En 2012, cette circonscription a été intégrée à la nouvelle deuxième circonscription, à l'exception du quartier Notre-Dame-des-Champs, qui a rejoint la nouvelle onzième circonscription.